# Ека Курніаван
Ека Курніаван (28 листопада 1975) — індонезійський письменник і графічний дизайнер. перший індонезієць, номінований на Букерівську премію .
Народився в місті Тасікмалая на острові Західна Ява, виріс в невеликому приморському селищі Пангандарам. Вивчав філософію в Університеті Гаджі Мада в Джок'якарті .
Його твори перекладалися на більш ніж 24 мови.
Його роман 2002 року «Краса — це горе» (англ. Beauty is a Wound, індонез. Cantik itu Luka), написаний у жанрі магічного реалізму, був включений в список 100 найбільш примітних книг за версією The New York Times. Критики порівнювали його з творами Габріеля Гарсіа Маркеса і Харукі Муракамі і називали автора найбільшим індонезійським письменником з часів Прамудьї Ананта Тура . Роман 2004 року Man Tiger (індонез. Lelaki Harimau став першою книгою індонезійського автора, який потрапив в лонгліст міжнародного «Букера».